# Бой под Честоборовицами
Бой под Честоборовицами — сражение между польскими повстанцами и русской армией в ходе восстания 1863—64 годов, на территории Царства Польского. Закончилось поражением повстанцев.

## Ход
Повстанческие отряды Юзефа Янковского и Адама Зелинского, после ряда неудач были замечены у деревни Кан. 17 июля против мятежников из города Хелм выдвинулся майор Бюхлер с двумя ротами Вологодского полка и 2 орудиями, на соединением с ним также вышел отряд полковника Баумгартена с 1 ротой, 50 казаками и двумя орудиями. Русские отряды преследовали мятежников до Файславиц, где повстанцы разделились. Одна группа ушла к Седлискам, другая к Паяскам. Русский командующий, не имея возможности разделить свой незначительный отряд, принял решение преследовать группу, отступающую к Седлице. 
18 июля русские настигли отряд мятежников у деревни Честоборовицы и разгромили их. Однако в этот же день вблизи место боя показалась другая группа мятежников из Гордзенице численностью 800 человек. Русские выдвинулись навстречу повстанцам и после упорного боя разбили мятежников. Потери повстанцев в двух боях составили 350 человек убитыми и ранеными, ещё 20 было взято в плен. Также было захвачено знамя и около 200 кос. Потери русского отряда составили 5 убитых и 6 раненых.